# Arisa Matsubara
Arisa Matsubara (jap. 松原 有沙, Matsubara Arisa; * 1. Mai 1995 in Hokkaidō) ist eine japanische Fußballspielerin.

## Karriere

### Verein
Matsubara spielte in der Jugend für die Daisho Gakuen High School und die Waseda-Universität. Sie begann ihre Karriere bei Nojima Stella Kanagawa Sagamihara.

### Nationalmannschaft
Mit der japanischen U-17-Nationalmannschaft qualifizierte sie sich für die U-17-Weltmeisterschaft der Frauen 2012.
Matsubara wurde 2019 in den Kader der japanischen Nationalmannschaft berufen und kam beim SheBelieves Cup 2019 zum Einsatz. Insgesamt bestritt sie vier Länderspiele für Japan.